# 巴黎歷史

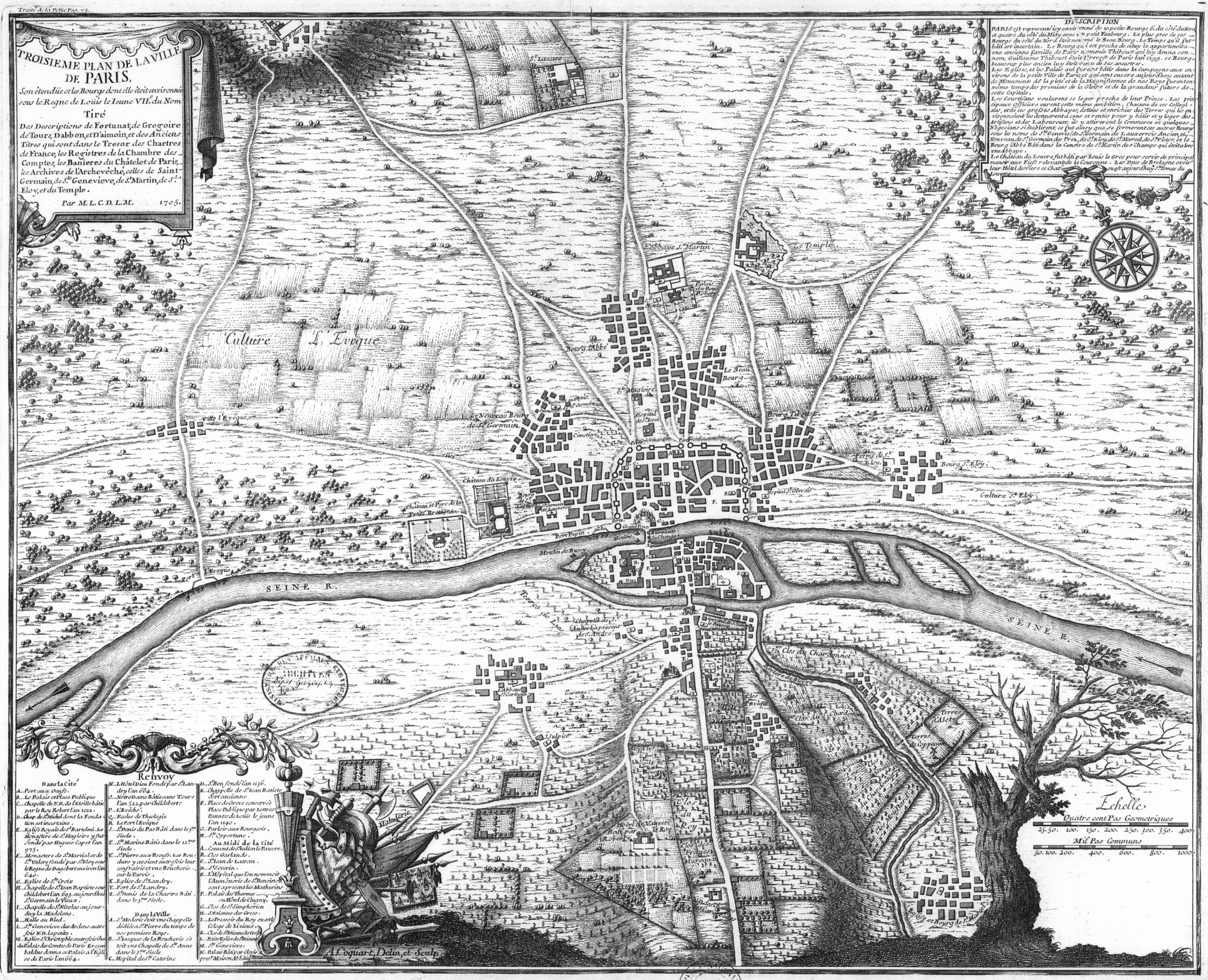
1180年時的巴黎地圖

巴黎歷史起碼有40,000年，在這段期間巴黎從一個高盧地區的小型聚落，發展成為法國的首都及世界上主要的全球城市。

## 早期
根據考古發掘，巴黎地區至少有四萬年的人類活動歷史，1991年以來，巴黎也發現了公元前四千年的村落遺址。

## 中古時代
公元508年，法蘭克人佔領了巴黎，國王克洛維一世將其定為墨洛溫王朝的首都，用木板在這裡建起了教堂和宮殿。但是此時的法蘭克人國家不過是部落的聚合體，克洛維一世死後，其王國被兒子們瓜分，巴黎很快又淪為地方性城市。此後的加洛林王朝時期，法蘭克帝國的首都在亞琛等地，巴黎地區由「強者」羅貝爾統治。公元九世紀，維京人入侵法國，並於845年進攻巴黎，迫使巴黎人在城島周圍建起了城牆。加洛林王朝的最後一個國王胖子查理軟弱無能，在抵抗維京人進攻中享有盛譽的巴黎伯爵厄德（Odo）（羅貝爾之子）在888年由大領主們推選為西法蘭克王國的國王。他的重孫於格·卡佩於987年加冕為法蘭西國王，開創了卡佩王朝，同時巴黎也首次成為法蘭西的首都。

## 現代早期
1789年，法國爆發了大革命。作為革命的措施之一，巴黎的很多地名被更換：路易十五廣場被更名為協和廣場，巴黎聖母院被更名為「理性堂」，傑出的哥特式建築聖雅克教堂被夷平，旺多姆廣場的路易十四銅像、新橋的亨利四世銅像和巴黎其他各處的國王銅像被推翻。1790年，巴黎建立了新的分区。大革命結束後，拿破侖對巴黎進行了新的擴建工作，興建了巴黎凱旋門和盧浮宮的南北兩翼，整修了塞納河兩岸，疏浚河道，並修建了大批古典主義的建築。

## 19世紀

### 經濟與改建
巴黎於19世紀發展迅速，人口由1801年的60萬人口增至1831年的80萬，1850年更突破一百萬人。這些移民大多是年輕的產業工人，他們被巴黎大量工作職位及優厚的薪金所吸引，遷移至巴黎打工並於巴黎的北部及東部居住。另外，當時紡織業為巴黎主要的工業生產，而只有3%的人口從事農業生產，工廠聘用大量婦女於紡織廠內從事非技術性的工作。1850年代，巴黎開通了鐵路，隨即使其成為國家的集中地，工業的擴張創造了大量就業機會，繼續鞏固巴黎作為歐洲藝術、奢侈品及音樂中心的地位。
十九世紀的巴黎是當時歐洲第二大人口的城市（第一位為倫敦，人口為在十九世紀初達到一百萬人，二十世紀初已逾六百萬）。然而，當時的巴黎市街仍然保留歐洲中世紀城市的輪廓，在擁擠及衛生環境不良的居住環境中，1831年爆發的霍亂奪去了1萬9000人的性命，直到十九世紀中葉當時的法國政府才開始進行大規模的都市現代化改造，成為今天所存在的巴黎樣貌。

## 大戰
第一次世界大戰和第二次世界大戰期間，巴黎都沒有遭到嚴重破壞，但是在二戰期間被德軍佔領。1944年巴黎解放前夕，希特勒曾經下令徹底摧毀這座城市，但這個命令沒有被執行。1944年8月25日，巴黎解放。
現在的巴黎長年是全球觀光前十名的城市。